# Giovanni Ferrero
Giovanni Ferrero (* 21. September 1964 in Farigliano) ist ein italienischer Unternehmer und Erbe. Nach dem Tod seines Bruders Pietro Ferrero junior im Jahr 2011 übernahm er die Leitung des Süßwarenunternehmens Ferrero. Er war 2022 mit einem Vermögen von 36,2 Milliarden US-Dollar die reichste Person Italiens.

## Laufbahn
Er wurde 1964 als Sohn von Maria Franca Fissolo und Michele Ferrero, dem Inhaber des multinationalen Süßwarenunternehmens Ferrero, geboren. 1975 ging er nach Brüssel, um auf eine Europäische Schule zu gehen. Anschließend zog er in die Vereinigten Staaten, wo er am Lebanon Valley College Marketing studierte. Nach Abschluss seines Studiums kehrte er nach Europa zurück, um im Familienunternehmen zu arbeiten. 1997 wurde er zusammen mit seinem Bruder Pietro Geschäftsführer von Ferrero. Nach dessen Tod 2011 wurde ihm die alleinige Leitung übertragen. 2017 trat er als Geschäftsführer zurück, blieb aber Vorstandsvorsitzender, um sich auf die Unternehmensstrategie zu konzentrieren.

## Kritik
Giovanni Ferrero steht aufgrund systematischer Steuervermeidung des von ihm kontrollierten Konzerns Ferrero in der Kritik. So soll der unternehmerische Gewinn in Höhe von rund 2 Milliarden Euro (2020) über eine aufwendige Konstruktion in Steuerparadiesen und mittels konzerninterner Kreditvergabe minimiert werden, wohingegen Giovanni Ferrero selbst sich über eine Ausschüttung in Höhe von zuletzt rund 624 Millionen Euro freuen durfte.

## Privates
Er ist mit Paola Rossi verheiratet. Sie haben zwei Söhne.
Ferrero ist Autor mehrerer Bücher, die sich mit Marketing, Unternehmensführung und Persönlichem beschäftigen.